# 2004–2005-ös magyar női vízilabda-bajnokság
A 2004–2005-ös magyar női vízilabda-bajnokság a huszonkettedik magyar női vízilabda-bajnokság volt. A bajnokságban nyolc csapat indult el, a csapatok két kört játszottak. Az alapszakasz után az 1-4. helyezettek play-off rendszerben játszottak a bajnoki címért.
A Póló SC vízilabda-szakosztályát átvette a Bp. Honvéd, új neve Bp. Honvéd-Póló SC lett.

## Alapszakasz
| #  | Csapat                  | M  | Gy | D | V  | G+  | G-  | P  |
| -- | ----------------------- | -- | -- | - | -- | --- | --- | -- |
| 1. | Dunaújvárosi Főiskola   | 14 | 14 | 0 | 0  | 201 | 52  | 28 |
| 2. | Domino-Bp. Honvéd-POLO  | 14 | 11 | 0 | 3  | 196 | 57  | 22 |
| 3. | Hungerit-Szentesi VK    | 14 | 11 | 0 | 3  | 184 | 77  | 22 |
| 4. | BVSC-Turbo              | 14 | 8  | 0 | 6  | 131 | 105 | 16 |
| 5. | OSC-Cemelog             | 14 | 4  | 1 | 9  | 48  | 177 | 9  |
| 6. | Villanó Fókák Kecskemét | 14 | 4  | 0 | 10 | 68  | 137 | 8  |
| 7. | ZF-Egri VK              | 14 | 3  | 1 | 10 | 61  | 135 | 7  |
| 8. | Angyalföldi SI          | 14 | 0  | 0 | 14 | 36  | 185 | 0  |

* M: Mérkőzés Gy: Győzelem D: Döntetlen V: Vereség G+: Dobott gól G-: Kapott gól P: Pont

## Rájátszás
Elődöntő: Dunaújvárosi Főiskola–BVSC-Turbo 14–3, 13–8, 12–2 és Domino-Bp. Honvéd-Póló SC–Hungerit-Szentesi VK 4–7, 8–7, 10–4, 5–8, 8–9
Döntő: Dunaújvárosi Főiskola–Hungerit-Szentesi VK 11–7, 11–8
3. helyért: Domino-Bp. Honvéd-Póló SC–BVSC-Turbo 10–7, 9–6
A bajnok Dunaújváros játékoskerete: Benkő Nóra, Benkő Tímea, Bódi Anett, Brávik Henrietta, Brávik Fruzsina, Bujka Barbara, Erdős Zsuzsanna, Jankovics Eszter, Poszkoli Rita, Primász Ágnes, Szűcs Gabriella, Varga Andrea, Tóth II Andrea, Zantleitner Krisztina, Zsámbok Lili, edző: Mihók Attila